# Исагирре, Горка
Горка Исаги́рре Инсаусти (исп. Gorka Izagirre Insausti, род. 7 октября 1987 в Ормайстеги,  Страна басков, Испания) — испанский профессиональный шоссейный велогонщик, баскского происхождения, выступающий с 2019 года за команду мирового тура «Astana Pro Team». Чемпион Испании в групповой гонке 2018 года. Старший брат велогонщика Иона Исагирре.

## Биография
В августе 2018 года вместе с братом Ионом Исагирре подписал контракт с  командой мирового тура «Astana Pro Team» . И братья-баски сразу отличились в новом сезоне—2019. 10 февраля Ион Исагирре выиграл «Вуэльту Валенсии», а через неделю Горка выиграл Тур Прованса .

## Достижения
2010
1-й Классика Ордисии
1-й Этап 4 Тур Люксембурга
2011
2-й Трофео Дея
9-й Трофео Инка
10-й Тур дю От-Вар
1-й  Молодёжная классификация
2012
1-й Классика Ордисии
2013
7-й Тур Даун Андер
2014
1-й Классика Ордисии
1-й Этап 1 (КГ) Вуэльта Испании
2-й Классика Примавера
2015
Чемпионат Испании
2-й  Индивидуальная гонка
8-й Тур Даун Андер
9-й Париж — Ницца
2016
2-й Классика Примавера
5-й Тур Дубая
2017
1-й Этап 8 Джиро д’Италия
1-й Классика Примавера
4-й Париж — Ницца
8-й Гран-при Мигеля Индурайна
2018
Чемпионат Испании
1-й  в групповой гонке
2-й в индивидуальной гонке
3-й Париж — Ницца
3-й Тур Омана
7-й Тур Даун Андер
2019
1-й  Тур Прованса

## Статистика выступлений

### Чемпионаты
| Соревнование      | Соревнование    | 2011 | 2012 | 2013 | 2014 | 2015 | 2016 | 2017 | 2018 | 2019 |
| ----------------- | --------------- | ---- | ---- | ---- | ---- | ---- | ---- | ---- | ---- | ---- |
| Олимпийские игры  | Групповая гонка | нет  | —    | нет  | нет  | нет  | —    | нет  | нет  | нет  |
| Чемпионаты мира   | Индивидуальная  | —    | —    | —    | —    | —    | —    | 27   | —    |      |
| Чемпионаты мира   | Групповая гонка | —    | —    | —    | —    | —    | —    | 107  | —    |      |
| Чемпионат Испании | Индивидуальная  | —    | —    | —    | —    | 2    | —    | —    | 2    |      |
| Чемпионат Испании | Групповая гонка | 15   | —    | 25   | —    | 59   | НС   | НФ   | 1    |      |

### Гранд-туры
| Гонка           | 2011 | 2012 | 2013 | 2014 | 2015 | 2016 | 2017 | 2018 | 2019 |
| --------------- | ---- | ---- | ---- | ---- | ---- | ---- | ---- | ---- | ---- |
| Джиро д'Италия  | —    | —    | —    | 83   | —    | —    | 28   | —    |      |
| Тур де Франс    | 66   | 39   | НФ   | —    | 32   | НФ   | —    | 24   |      |
| Вуэльта Испании | —    | —    | —    | 37   | —    | —    | —    | 29   |      |

### Многодневки
| Многодневки         |      |      |      |      |      |      |      |      |      |      |      |
| Гонка               | 2009 | 2010 | 2011 | 2012 | 2013 | 2014 | 2015 | 2016 | 2017 | 2018 | 2019 |
| Париж — Ницца       | —    | —    | 54   | 72   | 18   | 12   | 9    | 19   | 4    | 3    | сход |
| Тиррено — Адриатико | —    | —    | —    | —    | —    | —    | —    | —    | —    | —    |      |
| Вуэльта Каталонии   | —    | 87   | —    | —    | —    | —    | —    | —    | —    | —    |      |
| Тур Страны Басков   | НФ   | —    | —    | НФ   | 52   | 29   | 62   | НФ   | 55   | 41   |      |
| Тур Романдии        | —    | —    | —    | —    | —    | —    | —    | 19   | —    | 22   |      |
| Критериум Дофине    | —    | —    | —    | —    | 43   | —    | 19   | —    | —    | —    |      |
| Тур Швейцарии       | —    | —    | 18   | 22   | —    | —    | —    | 12   | —    | 32   |      |

| —  | Не участвовал  |
| НФ | Не финишировал |